# 阿尼亞斯科
18°17′23″N 67°07′05″W / 18.2896155°N 67.1179511°W

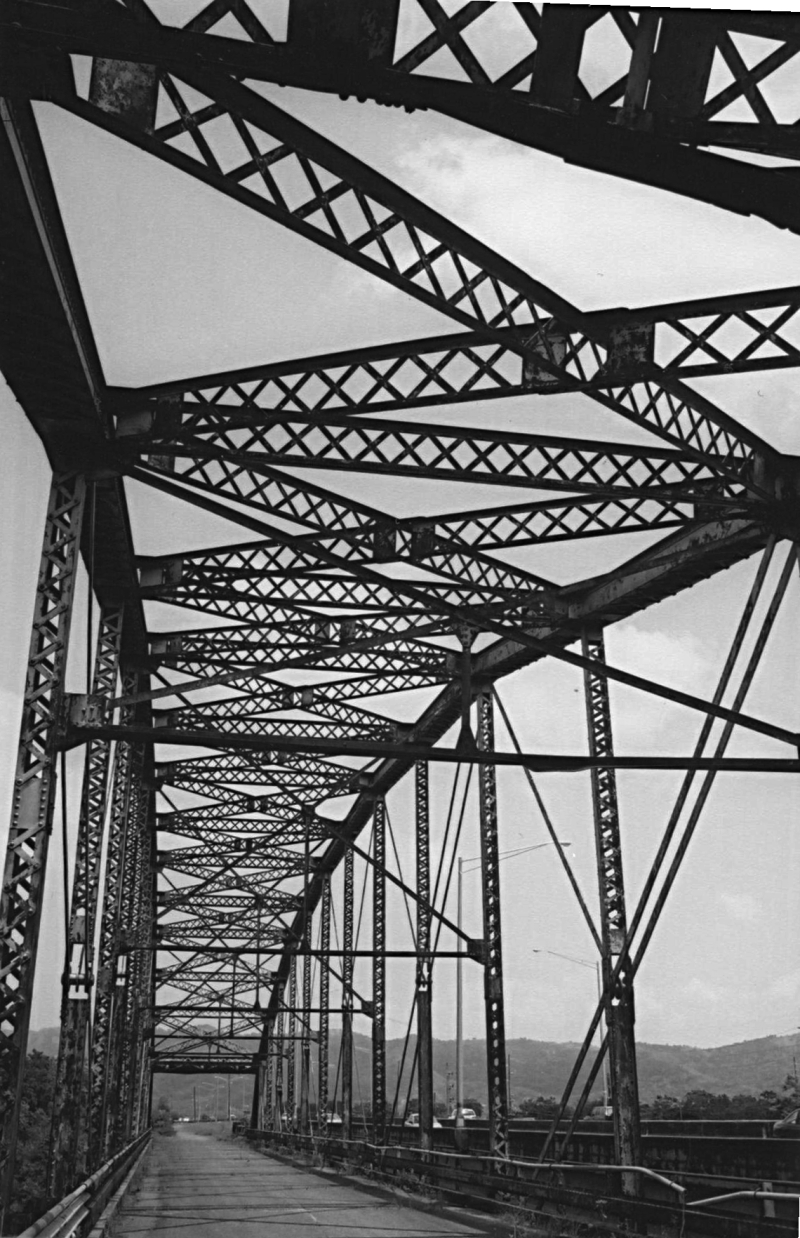

阿尼亞斯科（西班牙語：Añasco）是波多黎各的城鎮，位於該島東部，始建於1733年10月18日，面積92平方公里，最高點海拔高度364米，2010年人口29,261，人口密度每平方公里320人。

## 外部連結
- Welcome to Puerto Rico Añasco （页面存档备份，存于）